# الفدالی
الفدالی (در الفدالی: övdalsk یا övdalską؛ در سوئدی:älvdalska یا älvdalsmål) زبانی از خانوادهٔ زبان‌های ژرمنی شمالی است که پیرامون سه هزار گویشور آن در الودالن در سوئدزندگی می‌کنند. این زبان هم مانند بسیاری از زبان‌های ژرمنی شمال حاصل توسعهٔ زبان نورس باستان است.